# Rio Leine
O Leine é um rio na Turíngia e Baixa Saxônia, Alemanha. É um afluente esquerdo do rio Aller (e, portanto, também do rio Weser) e tem comprimento de 281 km.
A margem do rio fica próximo à vila de Leinefelde, na Turíngia. Quarenta quilômetros depois, o rio entra na Baixa Saxônia e corre para o norte.
Cidades importantes que são atravessados pelo rio são Göttingen, Einbeck, Alfeld e Gronau, antes de o rio entrar em Hanôver, a maior cidade em suas margens. À jusante, a cerca de 40 km ao norte de Hanover, próximo a Schwarmstedt, o rio Leine se junta ao rio Aller e atinge o mar do Norte via o rio Weser ligando e fluindo para o norte, para os portos marítimos da Hanseática Bremen e da muito mais nova mas igualmente importante cidade de Bremerhaven. Embora o rio ocasionalmente sofra enchentes em suas margens, os danos são usualmente pontuais. Apenas no seu norte (parte baixa) o rio é navegável pelos pequenos barcos comerciais atuais, embora no passado tenha servido como uma artéria de transporte importante para Göttingen, antes das estradas de ferro.

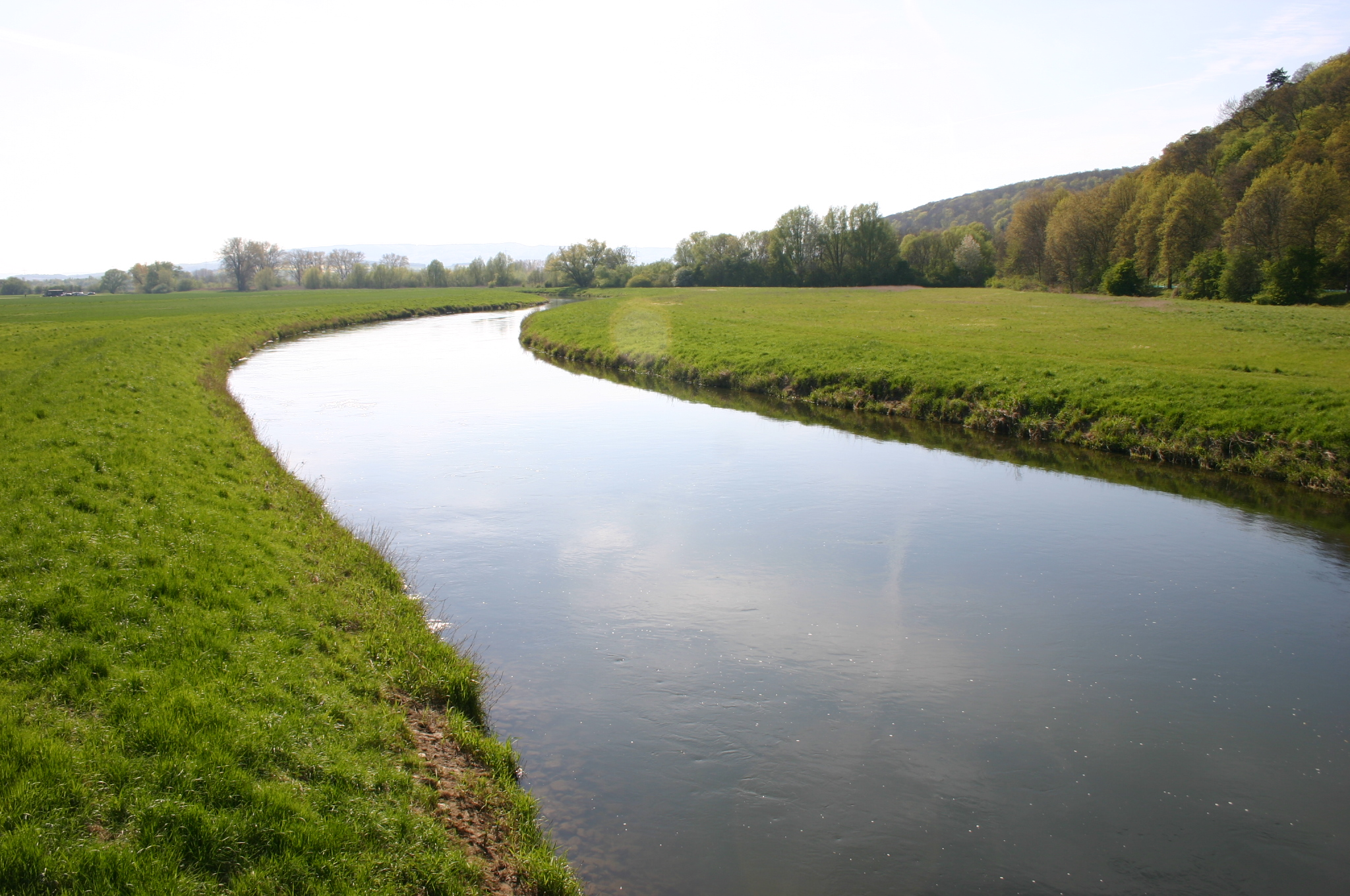
O Leine próximo a Nordstemmen

O rio é um pouco poluído pelas indústrias e não é usado como fonte de água potável, mas a poluição não atingiu níveis elevados a ponto de evitar a presença de vida em seu interior, e como muitos rios da Europa Ocidental, desde os anos 1960 tem melhorado sua qualidade graças à implementação de controles ambientais. As pessoas praticam pescaria esportiva em pequenos barcos e em suas margens.
Em pelo menos um ponto (Göttingen), o rio é parcialmente desviado para um canal que corre mais ou menos paralelo.
Em seu bestseller de 1986 Red Storm Rising, o autor Tom Clancy usa o Leine como o maior obstáculo para o Exército Vermelho em seu caminho para o rio Reno e para os portos do Mar do Norte na Holanda e na Bélgica através da Alemanha Ocidental. 